# Томсон, Ильмар Николаевич
Ильма́р Никола́евич Томсон (21 февраля 1927, Тифлис, Грузинская ССР, СССР — 9 июля 2009, Москва, Российская Федерация) — советский и российский учёный, специалист области металлогении рудных районов и локального прогноза оруденения, член-корреспондент РАН.

## Биография
В годы Великой Отечественной войны в студенческих отрядах участвовал в сельскохозяйственных работах. В 1948 г. окончил факультет рудной геологии Московского института цветных металлов и золота им. М. И. Калинина, получив квалификацию горного инженера-геолога.
- 1948—1951 гг. — старший геолог на руднике «Верхний» в Приморском,
- 1951—1954 гг. — аспирант Института геологических наук АН СССР (ИГН). Защитил кандидатскую диссертацию по разработанной им методике документирования скрытых разломов фундамента и выявлению их металлогенической роли,
- 1954—1956 гг. — младший научный сотрудник ИГН АН СССР.

С 1956 г. — в Институте геологии рудных месторождений, петрографии, минералогии и геохимии АН СССР (ИГЕМ):
- 1956—1973 гг. — младший, а затем — старший научный сотрудник по специальности «геология рудных месторождений»,
- 1972 г. — защитил диссертацию «Структура рудных районов в областях мезозойской активизации Востока СССР» на соискание ученой степени доктора геолого-минералогических наук,
- 1977 г. — присвоено ученое звание профессора,
- 1973—1996 гг. — заведующий лабораторией металлогении рудных районов в ИГЕМ АН СССР,
- 1990 г. — избран членом-корреспондентом АН СССР по Отделению геологии, геофизики, геохимии и горных наук (петрография, рудные месторождения).

## Научная деятельность
Являлся одним из основателей нового научного направления — металлогения рудных районов. Занимался решением проблем геологии рудных месторождений с целью определения направлений поисков и разведки месторождений для увеличения сырьевых ресурсов действующих горнорудных предприятий и вновь осваиваемых месторождений. Провел научный анализ роли скрытых разломов фундамента и узлов их пересечения в локализации рудных полей. Ученым установлены:
- металлогеническое значение внутриплитовых орогенных структур — сводовых поднятий, межсводовых впадин (Совместно с М. А. Фаворской).
- закономерность в локализации крупных и уникальных рудных месторождений, позиция которых определяется разновидностью сквозных (рудоконцентрирующих) структур. Рудоконцентрирующая миссия сквозных структур устанавливается тем, что они играют роль геохимических барьеров, являясь проводниками восстановленных флюидов,
- возрастная миграция (на восток) металлогенических зон Дальнего Востока и Балкан. Показано, что параллельно происходит изменение состава минерализации от сложных полиметалльных типов к простым. Выявлены особенности глубинного строения месторождений разного типа.

Выдвинуты гипотезы о существовании так называемых очаговых структур, возникающих под динамическим воздействием магматических очагов на вмещающие породы. Доказана тесная связь таких структур с рудными узлами и полями.
Им разработаны методы выявления концентрических структур с использованием морфоструктурного анализа, дешифрирования космических снимков и анализа геофизических полей; о ярусном распределении минерализации разных этапов (размещение оруденения). Выделены типы глубинных ярусов и обоснованы принципы глубинного прогноза оруденения, что может служить основой для прогноза рудных тел в корневых частях месторождений и более уверенного направления разведочных работ на глубоких горизонтах. Проведен анализ условий геологического развития орогенов позволил ему выделить формации раннеорогенного и позднеорогенного этапов.
Ученым лично или в соавторстве опубликовано свыше 150 научных работ, включая 22 монографии. Под его научным руководством защищено 20 диссертаций, в том числе одна докторская. Являлся членом Ученых советов ИГЕМ РАН и ВИМС, председателем диссертационного совета при ИГЕМ РАН по присуждению ученой степени кандидата геолого-минералогических наук (с 1980 г.), сопредседателем Международной комиссии по тектонике рудных месторождений QAGOD). В 1996 г. его избрали членом Нью-Йоркской академии наук.

## Награды и звания
Награждён орденом «Знак Почета» (1973) — за открытие золото-серебряного месторождения «Союзное» в Приморье; медалями: «Ветеран труда» (1985); «В память 850-летия Москвы» (1997).